# Imperi Hitita

L'Imperi Hitita (vermell) al clímax del seu poder vora l'any 1290 aC, amb la frontera amb l'Imperi Egipci (verd).

L'Imperi Hitita va ser l'estat dels hitites conegut amb el nom de Hatti, tal com és esmentat a les cròniques assíries. Establerts a Anatòlia cap al segle xxv aC la van ocupar fins al segle ix aC quan, empès pels Pobles de la mar, l'imperi va col·lapsar i es va fragmentar, donant lloc a una sèrie de regnes relativament efímers, els estats neohitites.
Els egipcis l'anomenaven Ht, que segurament equival a Hate, i a la Bíblia se l'anomena Hittim que la Bíblia luterana tradueix com a hethiter i que va donar lloc al terme anglosaxó Hittites. Els francesos els anomenaven Hethéens, i posteriorment Hittites, i els castellans heteos i, més endavant, hititas. En català s'ha adoptat la forma anglosaxona amb una sola te. Cal no confondre aquests hitites amb els hetites de Palestina, descendents d'Het.

## Antecedents
La civilització hitita es va conèixer l'any 1834 quan Charles Félix Marie Texier (1802-1871) va descobrir les ruïnes d'una antiga ciutat prop de Bogazköy. Aquesta ciutat va resultar ser la capital imperial, Hattusa. En les dècades següents, es van anar descobrint nous elements, especialment inscripcions, que una vegada parcialment desxifrades van treure a la llum l'existència d'un gran imperi fins aleshores desconegut.
El 1897 la descoberta de les Cartes d'Amarna va suposar un gran avenç en l'estudi dels hitites. Van seguir diverses excavacions que van suposar l'aportació de nous i nombrosos elements. El desxiframent de l'escriptura hitita, inicialment anomenada «arzawa», va rebre un impuls decisiu quan Hugo Winckler, entre 1905 i 1909, va descobrir, a Bogazköy, més de 10.000 tauletes, un autèntic arxiu nacional, i entre elles alguns textos bilingües que van possibilitar el coneixement del seu contingut. Finalment, a mitjan segle xx, l'escriptura hitita va ser totalment desxifrada i noves troballes posteriors n'han perfeccionat el coneixement.

## Un estat d'organització moderna

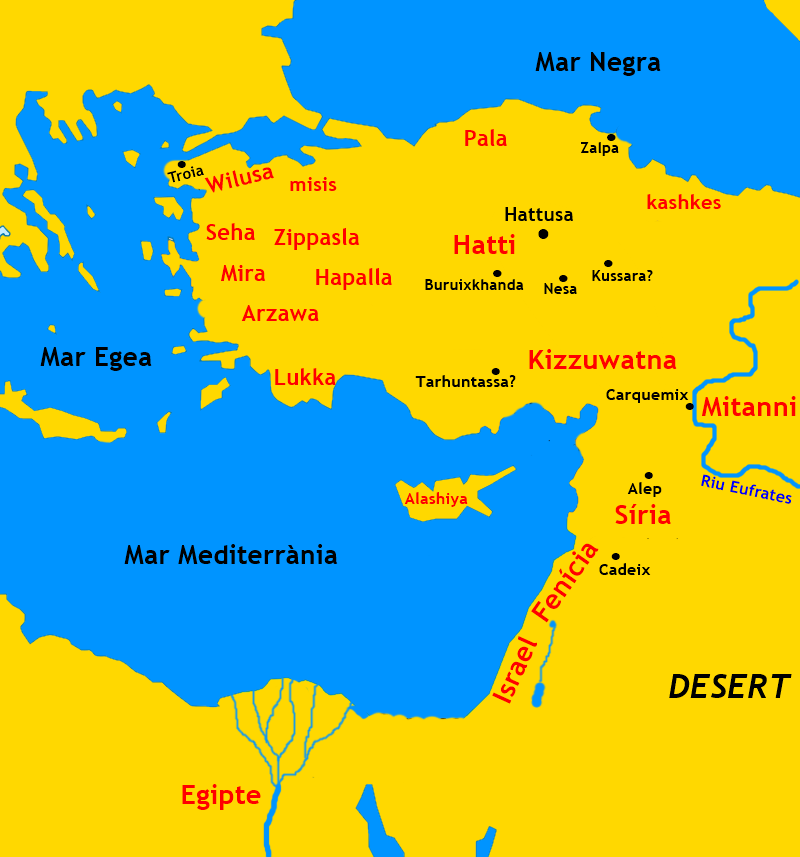
Hatti i rodalia

L'existència de l'Imperi Hitita tenia des d'antic algunes al·lusions, als textos bíblics i a nombrosos relleus egipcis que hi feien referència. Però el coneixement ordenat de la seva història és més recent. El 1907 un grup d'arqueòlegs europeus va descobrir, prop del poblat turc de Bogazköy, la ciutat d'Hattusa, capital de l'antic Imperi Hitita. Entre les seves ruïnes es van trobar piles de tauletes de fusta, que contenien documents de la història del país. Però el mal estat de la fusta no va permetre llegir aquells textos tan valuosos, i els arqueòlegs es van haver d'acontentar a desxifrar el material de biblioteca que també es va trobar, escrit sobre tauletes d'argila, més resistents al pas del temps, i que contenien textos jurídics, religiosos i històrics. Malgrat que aquests textos són probablement menys espontanis i més oficials que la documentació arxivada a les tauletes de fusta, serveixen per a conèixer la història d'aquest poble que, per la claredat i l'objectivitat de la informació que ha transmès, té guanyat el qualificatiu de modern.
Fins als hitites, tots els textos històrics que coneixem d'altres imperis es redueixen a llistes de reis i dels fets principals dels seus regnats. Els hitites ens han deixat dades suficients per elaborar-ne una autèntica història, en el sentit més actual de l'expressió, ja que la relació de cada fet guerrer, de cada tractat i de cada decisió reial va precedida d'un nexe que estableix la relació amb el passat i seguida d'un comentari que pretén endevinar-ne les possibles conseqüències.
A partir d'aquesta informació de primera mà, no és difícil traçar les línies principals de l'evolució històrica hitita. La cronologia de reis i esdeveniments difereix lleugerament d'uns especialistes a d'altres, però en el pitjor dels casos les diferències són només d'algunes desenes d'anys.
Hattusa, la capital de l'estat hitita, es va fundar a mitjans del segle xvii aC pel primer sobirà del que tenim clara notícia, Hattusilis I. El seu regnat va sofrir lluites contínues per conservar l'autonomia enfront dels pobles que l'envoltaven, sobretot els hurrites, establerts al nord de Síria, i els kashkes, que habitaven les impenetrables muntanyes del sud de la mar Negra. Uns i altres van arribar a atacar la capital hitita, que va ser destruïda i reconstruïda de bell nou diverses vegades. L'activitat guerrera la va continuar el seu successor, Mursilis I, que va destruir la ciutat d'Alep i va arribar fins a Babilònia. Aquell territori va caure en un període de desorganització interna a causa d'aquesta invasió. L'excessiva activitat i la manca d'estructuració interior van comportar la ruïna d'aquest primer Imperi Hitita.
A finals del segle xvi aC van sorgir greus enfrontaments interns provocats per profundes dissensions en el si de la família reial i que van acabar conduint a la fi del regne. Els esforços de Telepinus (1525 - 1500 aC) per restaurar-lo van resultar ineficaços i a la caiguda del regne va seguir un període de silenci en les fonts sobre la civilització hitita. Aquest silenci s'explica també perquè el segle xv aC va veure la supremacia dels hurrites de Mitanni i la formació de l'Imperi Nou egipci. Malgrat això, la prepotència de Mitanni i els egipcis no anorreà els hitites. Durant aquell període d'inactivitat política, van posar els fonaments de la seva futura ascensió a gran potència amb la creació de les institucions que els haurien de permetre l'estructuració d'un nou regne. En aquells anys es va compilar el Codi Hitita, el principal monument legislatiu d'aquesta civilització i un dels més importants de l'Antiguitat. Aquestes lleis definien el tipus de delicte, si el que el cometia era lliure esclau, i en quines circumstàncies s'havia produït. Contemplaven les lesions, el rapte, la fuga dels esclaus, la contaminació de l'aigua, l'homicidi, el matrimoni, el robatori, i altres aspectes de la vida quotidiana. A diferència d'altres codis orientals, contempla la compensació a la víctima, i molt poques vegades la pena capital, només en casos de bestialisme i de rebel·lió contra el rei. La responsabilitat és individual, i no passa a altres membres de la família. No té caràcter religiós, només civil, i serveix per administrar justícia.
Cap a l'any 1380 aC, Subiluliuma I va fundar l'Imperi Nou hitita a partir d'una potent organització militar. A l'inici del seu regnat, va organitzar una campanya militar al país de Damasc i va sotmetre a la seva sobirania la majoria dels petits reialmes de Síria. El sistema de lluita que va establir Subiluliuma es fonamentava en l'ús dels carros de guerra, una gran novetat tècnica, i en la peculiar estratègia dels atacs per sorpresa, que agafava indefensos els enemics, habituats a batalles més previsibles. Gràcies a això, en una campanya posterior va poder sotmetre completament tot Síria.
Una altra novetat de la seva forma de fer la guerra va ser la tècnica del setge. La pròspera ciutat de Karkemish no va poder resistir el setge del seu exèrcit més de vuit dies, i el rei d'Amurru es va haver de reconèixer vassall dels hitites. Amb això, es trencà l'equilibri militar dels petits estats d'Orient i el regne hitita va destacar entre tots, posant-se a l'altura militar d'Egipte i Babilònia. Tan gran va arribar a ser el seu prestigi que la mateixa reina d'Egipte, potser la vídua de Tutankamon, va demanar a Subiluliuma que un dels seus fills es casés amb ella, encara que els generals de la cort egípcia van desbaratar la realització d'aquesta unió, que hauria pogut formar un gran imperi a Orient.
Els successors de Subiluliuma I van mantenir l'extensió dels seus dominis a còpia de lluites contínues contra els pobles veïns i especialment contra Egipte, que vivia una època d'expansió amb la XIX dinastia. Així, Mursilis II, que va començar a regnar a mitjan segle xiv aC, v lluitar durant tot el seu regnat contra els Kashka i va sotmetre gran part d'Anatòlia. El seu successor, Muwatallis I, va sofrir la invasió dels kashka en territori hitita mentre tot l'esforç del seu exèrcit es concentrava contra els egipcis del faraó Ramsès II, al que va vèncer en la batalla de Cadeix a principis del segle xiii aC.
A la mort de Muwatallis I va començar un període de crisi en l'Imperi Hitita. El tron, que corresponia legítimament al seu fill, el va usurpar l'oncle de l'hereu, un germà de Subiluliuma I anomenat Hattusilis III, que va regnar amb la sort a favor i va portar l'Imperi a un dels períodes de més gran apogeu. Va signar un tractat equilibrat amb Egipte i va fer front als atacs de Salmanassar I d'Assíria. En aquells mateixos anys de mitjan segle xiii aC, Moisès conduïa el poble hebreu a establir-se a Palestina. Al final d'aquell segle, uns pobles indoeuropeus, que els egipcis anomenaven «Pobles de la mar», van envair gran part de l'Orient pròxim. Els petits regnes van desaparèixer i els grans imperis van resistir l'empenta i van subsistir, amb l'única excepció de l'Imperi Hitita, que va sucumbir.

## Història
Convencionalment, la història dels hitites es divideix en sis fases:
1. Període prehitita.
2. Període protohitita.
3. Imperi hitita Antic.
4. Imperi hitita Mitjà o període de foscor.
5. Imperi hitita Nou o Segon Imperi Hitita.
6. Període neohitita o Regnes neohitites.

### Període prehitita i protohitita
El període prehitita es va expandir entre l'any 2500 aC i el 2400 aC, a l'entorn del que es podria considerar una mena de primera capital a l'indret de la moderna ciutat d'Alaca Höyük.
El període protohitita va durar uns 700 anys (2400 aC - 1700 aC) i durant aquest temps va tenir lloc un enriquiment cultural a conseqüència del contacte amb els assentaments comercials assiris, anomenats els Karum, amb Kaneix que va ser el principal, moderna Kültepe, prop de Kayseri, que va existir entre el 1900 aC i el 1720 aC.

### Imperi Hitita Antic
L'Imperi Hitita Antic es va desenvolupar entre el 1700 aC i el 1400 aC. Aquest període es va iniciar amb l'existència ja consolidada d'una sèrie de principats de cultura hitita per les regions central i sud-oriental d'Anatòlia:
- Regne de Mama
- Regne de Kanish
- Regne de Kushara
- Regne de Khatti o Hatti
- Zalpuwa (a la zona del llac de la Sal)
- Shalatiwara
- Buruixkhanda

Anitta, rei de Kussara, va conquerir Khatti (capital Hattusa) i va sotmetre a vassallatge Shalatiwara i Buruixkhanda cap a la meitat del segle XVIII aC, aconseguint el primer embrió de l'Imperi Antic. L'imperi de fet no es va consolidar fins al regnat de Labarnas I i del seu successor, Mursilis I. L'Imperi Antic va durar fins al regnat de Telepinus, quan el regne hurrita de Mittani va aconseguir l'hegemonia regional.
Va ser Telepinus que va deixar escrits uns edictes on establia determinades reformes legislatives. Als edictes hi ha sempre una introducció històrica de l'origen de l'imperi on es parla només de tres reis: Labarnas, Hattusilis I i Mursilis I.
Labarnas I es considera el fundador, ja que va estendre la seva hegemonia sobre les ciutats estat i petits principats veïns. Hattusilis I, el seu fill, va traslladar la capital a Hattusa, i va ampliar el seu territori: 
- Va conquerir Alalakh als hurrites.
- Va atacar Arzawa, ocupant Khashshuwa (que després s'anomenà Commagena), i forçant el regne de Iamkhad (o Yamkhad), amb la seva capital Khalpa (o Khalap), a constituir-se en estat vassall fronterer amb Babilònia.
- Va vèncer els hurrites després d'una victòria a les muntanyes d'Adalur.
- Va dominar el país d'Urshu (al nord de Karkemish) i va conquerir Zaruna i Khashshum.

En tornar d'una campanya, va desheretar el seu fill Huzziyas, per alguna cosa que havia fet, i va nomenar successor el seu net Mursilis, al qual va adoptar com a fill.
Mursilis I va incorporar més estretament els estats vassalls a l'Imperi. Cap a l'any 1600 aC es va annexionar Alep, tot derrotant els hurrites, i el 1594 aC va conquerir, temporalment, Babilònia, acabant amb la dinastia amorita d'Hammurabi. A la seva tornada el seu cunyat Hantilis el va assassinar.
Els pobles muntanyencs kashka, establerts a la costa de la mar Negra, es van estendre cap al centre d'Anatòlia i van ocupar Nerik i altres llocs; la frontera va quedar delimitada pel riu Kumeshmakha (en hitita clàssic Scylax, en modern Cekerek) deixant els hitites separats de la mar Negra. Al morir Hantilis, el seu fill Pishenis va morir assassinat a mans de Zidantas I, gendre de Hantilis, que va usurpar la corona, però al seu torn va ser assassinat al cap d'uns anys pel seu fill Ammunas, que va governar uns vint anys i a la seva mort el va succeir el seu fill Huzziyas I, que va ser assassinat pel seu cunyat Telepinus, cap del partit reformista.
En aquesta època s'havien ja perdut els territoris occidentals (Arzawa) i Alep. Entre les reformes que va introduir Telepinus destaca la regulació de la successió. Fins llavors, la reialesa, tot i que de fet era hereditària, era electiva nominalment. Amb la reforma, la successió va quedar controlada jurídicament per un consell de nobles o pankus amb dret absolut, del qual en formava part el mateix rei. Telepinus va codificar també les lleis hitites, que eren prou suaus en comparació amb el que era habitual a l'Orient Mitjà.

### Reis de Kushara, reis de Kanish, reis d'Hattusa[a]
- Pithana o Pittkhanas després del 1800 aC
- Anitta cap a l'any 1760 aC
- Peruwa potser el 1730 aC
- Zuzzu el 1730 aC
- Tudhalias I també el 1730 aC aproximadament
- Huzziyas abans de 1700 aC (possible rei de Zalpa)
- Pusarrumas cap al 1700 aC
- Papahdilmah cap al 1680 C

### Imperi Antic
- Labarnas 1680-1650 aC
- Hattusilis I 1650-1620 aC
- Mursilis I 1620-1590 aC
- Hantilis I 1590-1560 aC
- Pishenis 1560 aC
- Zidantas I 1560-1550 aC
- Ammunas 1550-1530 aC
- Huzziyas I 1530-1525
- Telepinus (1525-1500)

### Imperi Hitita Mitjà o període de foscor
L'Imperi Hitita Mitjà o període de foscor comprèn des del 1500 aC fins al 1400 aC. En aquest període, el poder hitita és molt limitat i és Mittani qui ostenta l'hegemonia. Dura uns cent anys i és conegut com el «període de foscor» perquè es conserven molt pocs documents de l'època. La llista cronològica del reis és la següent:
- Al·luwamnas entre els anys 1500-1485 aC aproximadament
- Hantilis II el 1485 aC ?
- Tahurwailis el 1485 aC ?
- Zidantas II potser el 1480 aC ?
- Huzziyas II circa 1450 aC
- Muwatallis I circa 1420 aC

No es produeix un trencament dinàstic, ja que seguint l'ordre successori establert, com que el fill de Telepinus, Ammunas, havia mort abans que el pare, la successió va passar bé a un fill d'un germà anomenat Tahurwailis, bé a una germana, casada amb Al·luwamnas. El cert és que ambdós van ser reis, però l'ordre, ara com ara, no s'ha pogut establir, encara que els erudits s'inclinen per pensar que Al·luwamnas va precedir Tahurwailis, per les característiques del seu segell, més properes a les del de Telepinus. Potser l'ordre establert per Telepinus no va funcionar o bé Al·luwamnas era un rei rebel o un virrei. Se l'associa a una revolta en temps de Telepinus, que el va desterrar a Malitaskur.
Després d'Al·luwamnas va ser rei el seu fill Hantilis II, que va fer un tractat amb el rei de Kizzuwatna, Paddatissu. Zidantas II era nebot d'Hantilis II, i va perdre Kizzuwatna, on, el seu rei, Pilliya, va passar a ser tributari de Mittani, i va signar un tractat igualitari amb els hitites.
El va succeir Huzziyas II, i es desconeix la relació amb seu predecessor. Va regnar durant uns anys, quan Mittani es va enfrontar a Egipte. Va morir assassinat per Muwatallis I, possiblement fill o germà d'Huzziyas II, que era cap de la guàrdia imperial.
Muwatallis I va morir igualment assassinat en un cop de palau dirigit per Himuilis, cap dels servidors de palau, i per Katunzilis, cap dels conductors de carros reials (o carros d'or), tot i que segurament el cap de la guàrdia imperial era el germà del rei, Muwas.

### Nou Imperi Hitita o Segon Imperi Hitita
El Nou Imperi Hitita o Segon Imperi Hitita va existir entre el 1400 aC i el 1185 aC. En aquest període, l'Imperi arriba a la seva màxima extensió sota Mursilis II. La llista cronològica dels reis és la següent:
- Tudhalias II entre el 1400-1390 aC aproximadament
- Arnuwandas I entre el 1390-1370 aC
- Tudhalias III circa 1370-1344 aC
- Hattusilis II ?
- Subiluliuma I entre el 1344-1320 aC
- Arnuwandas II cap al 1320 aC
- Mursilis II cap al 1320-1295 aC
- Muwatallis II potser del 1295 aC al 1270 aC
- Mursilis III (es va fer dir sempre Urhi-Tesub) entre els anys 1270 aC i 1265 aC
- Hattusilis III potser del 1265 aC al 1250 aC o al 1240 aC
- Tudhalias IV entre el 1240 aC i el1210 aC
- Kuruntas ? (potser el 1220 aC? o el 1210 aC?)
- Tudhalias IV cap al 1220-1210 aC (segona vegada?) o Arnuwandas III 1220-1210 aC
- Arnuwandas III 1210-1205 aC?
- Subiluliuma II 1205-1178 aC?

#### Tudhalias II
Assassinat Muwatallis, Muwas, cap de la guàrdia reial i probablement germà del difunt, va fugir a territori de Mittani, mentre Kantuzilis col·locava en el tron un home anomenat Tudhalias II, probablement de la família reia i casat amb la princesa Nikalmati, d'origen hurrita. Muwas va retornar amb un exèrcit hurrita, però va ser derrotat i Tudhalias es va consolidar com a rei. El rei d'Alep es va aliar amb els hitites, abandonant l'aliança que havia establert amb Mittani, però aviat els hurrites van imposar de nou el seu domini al regne.

#### Arnuwandas I
A la mort de Tudhalias el va succeir el seu fill Arnuwandas I, amb qui l'imperi es va estendre per la Cilícia (Kizzuwatna, on es documenta un governador provincial o Bel Magdalti, i no pas un rei), el principat de Nuhase (o Nuhashi) i, temporalment, Alep. Un vassall hitita, Madduwattas, va envair Arzawa sense permís del rei, però Kupanta-Lamma, el rei d'Arzawa, el va derrotar i va fugir cap a territori hitita, on el rei va restaurar-li el feu.
Attariššiya, el cap dels Ahhiyya (probablement els aqueus), es va enfrontar amb Madduwattas, que va tornar a fugir; sempre que era derrotat, el rei el restaurava. Finalment, es va revoltar, es va aliar amb Arzawa i pel matrimoni amb la filla del rei, va arribar a ser rei. Durant aquest regnat, els kashka van saquejar les regions de Nerik, Khurshama, Kashtama i Zalpuwa, entre d'altres.

#### Tudhalias III
A Arnuwandas I el va succeir el seu fill Tudhalias III. Abans o després de Tudhalias se sol situar Hattusilis II, que alguns erudits moderns pensen que potser ni tan sols va existir. El parentiu d'Hattusilis II no està determinat i podria ser fill d'Arnuwandas i germà de Tudhalias III. Estava casat suposadament amb Taduhepa. És possible que les dades que se'n tenen corresponguin en realitat al primer Hattusilis. Però si no és així, el més lògic és que fos el fill i primer successor d'Arnuwandas i que morís molt aviat sense fills, deixant el tron a Tudhalias III.
Les alternances en el domini d'Alep van continuar. El país d'Azzi va ser cedit al rei Khukhana de Khayasa, que era un dels estats del país. Els kashka van arribar fins a Nenasa i després a la regió de les muntanyes de Tarikarimu, propera a Hattusa, ciutat que van arribar a atacar i ocupar temporalment.
La guerra amb Arzawa va arribar fins a Tawanuwa i Uda, el país d'Azzi es va revoltar i els rebels van arribar fins a Kizzuwatna, després de devastar la regió de Tegarama. Les campanyes militars de Tudhalias III les va fer contra:
- La ciutat d'Arziya, dirigida pel general Kantuzilis.
- Sallapa, ciutat governada per Tuttu, que va ser destruïda.
- La muntanya Nanni, de la que no se'n sap el resultat.
- Khayasa (Hayasa), a l'est de Samuda; el rei d'Hayasa va evitar la batalla i el príncep hereu hitita, Subiluliuma, es va haver d'enfrontar amb els kashkes i la batalla amb Khayasa es va obviar.
- La Terra Superior, de la que no se'n sap res més, però que se suposa que correspon a Capadòcia.

El seu fill i hereu va dirigir tot sol diverses campanyes i la capital va quedar establerta a Samuha. Va reconquerir Hattusa que havia estat ocupada pels kashkes, va derrotar nou tribus i va restaurar ciutats i establir fortificacions. Després, al retornar el seu pare de la Terra Superior, va fer campanya contra el regne de Masa i Kammala i va travessar el riu Hulanna, al nord-oest d'Hattusa. Mentrestant, els kashkes van destruir les fortificacions i ciutats que abans havia establert, i van rebre l'ajut de les ciutats de Kathariya i Gazzapa, que el príncep va destruir. Posteriorment, va tornar a Hayasa, on va lluitar amb el seu rei, Karanni o Lanni; va haver de lluitar contra Pipayili, el cap dels kashkes, va combatre contra Arzawa i també es va enfrontar a Isuwa, Altxe (o Alshe) i Mittani.
Els següents regnats necessiten un tractament específic, ja que és en aquell moment que els hitites van posar fi al poder de Mittani, que a partir de llavors es convertiria en un poder regional limitat i en un vassall dels hitites, i a Síria van quedar enfrontats directament amb Egipte.

#### Mursilis II
Article principal: Mursilis II
A la mort de Subiluliuma I el va succeir el seu fill Arnuwandas II, que va morir al cap de pocs mesos a causa de la pesta portada pels presoners egipcis i el va succeir el seu germà Mursilis II, amb el qual l'Imperi va arribar al màxim del seu poder; va conquerir Arzawa i altres regions occidentals, com Ahhiyya, i va fer front als kashkes, unificats sota un sol rei, que va derrotar.

#### Muwatallis II
A la seva mort, el va succeir el seu fill Muwatallis II. En el seu temps es va decidir l'hegemonia a Síria i Palestina entre els hitites i els egipcis, a la batalla de Cadeix (Síria), en què les dues parts es van atribuir la victòria, però que cal considerar una victòria hitita, ja que els egipcis es van haver de retirar de Síria.

#### Mursilis III
A la mort de Muwatallis el va succeir el seu fill Mursilis III, que sempre es va fer dir Urhi-Tesub. La seva legitimitat va ser discutida. La capitalitat, que havia estat traslladada a Tarhuntasa, la va retornar a Hattusa. Finalment, es va enfrontar amb el seu oncle Hattusilis (després Hattusilis III), germà de Muwatallis II i vencedor dels kashkes, que va prendre militarment el poder i es va proclamar rei.

#### Hattusilis III
Hattusilis III va ser un bon rei. Va fer un tractat de pau perpètua amb Ramsès II d'Egipte, que va portar a l'amistat entre els dos poders; és el primer gran tractat de pau del que s'han conservat els termes acordats. A l'oest, es va enfrontar amb els ahhiyawa (aqueus) i, a l'est, va disputar als assiris la influència sobre Mittani.

#### Tudhalias IV i Arnuwandas III
El seu fill, Tudhalias IV, que es creu que ja havia estat associat al tron, el va succeir sense problemes. Va construir la part alta d'Hattusa, ciutat que va arribar a la seva més gran extensió (1 km²) sota aquest rei i els seus successors. Va reconquerir Alashiya, que ja abans havia estat hitita, i es va enfrontar amb els aqueus, que eren una potència emergent. Les seves caceres al país dels kashkes, a Khanigalbat, al regne de Masa, a Lukka (Lícia), a Arzawa i a la Terra Superior, són una prova que aquests territoris eren hitites. Alguns dels territoris constituïts en feus per a la família reial van començar a donar problemes. Es va enfrontar amb els assiris per l'hegemonia sobre els territoris hurrites a Nihriya. Va ser el darrer gran rei.
Kurunta o Kuruntiyas, fill de Muwatallis II, el va enderrocar, i es creu que va tenir el suport d'una de les faccions religioses. L'arqueologia de la capital mostra, durant aquests anys, un cert nivell de destrucció i després de reparació. Les teories divergeixen sobre si va ser el mateix Tudhalias IV qui va recuperar el tron o el seu fill Arnuwandas III, del que antigament es pensava que havia tingut un regnat curt però darrerament se suposa que va ser més llarg. Arnuwandas va exigir al rei d'Ugarit, Ibiranu, que havia succeït a Ammistamru, el compliment de les seves obligacions militars i de vassallatge, que sembla que el rei siri no complia.

#### El final de l'Imperi
Cap al 1207 aC va accedir al tron Subiluliuma II, fill de Tudhalias IV i germà o germanastre d'Arnuwandas III. Alashiya es va revoltar i el rei va fer una campanya contra l'illa durant la qual va lliurar tres batalles navals i terrestres; a l'illa, un cop conquerida, va fer construir un monument a la victòria.
Egipte li va enviar gra durant un període de fam. A Karkemish (Kargamis), Talmi-Teixub va succeir sense problemes a Ini-Tesub i el fill del nou rei, Kunzi-Tesub, també és esmentat en aquesta època, tot i que potser encara no era rei. A Ugarit regnava Ammurapi, i probablement era la principal base naval hitita, efectiva sobretot per dominar la revolta d'Alashiya. Va conduir una campanya contra Isuwa, que no va tenir èxit, i és esmentada una altra campanya contra Tarhuntassa, on regnava el príncep hitita Kurunta.
Cap a l'any 1185 aC els Pobles de la mar van començar a assolar la costa. El rei hitita va intentar resistir i va demanar ajut a tots els vassalls. La flota principal era a Ugarit, que va quedar desguarnida. Segurament, els hitites van ser derrotats a l'oest i, com a conseqüència, algunes forces navals hitites es van rendir a Alashiya o en algun altre lloc. Els Pobles de la mar van devastar tota la costa de l'imperi i van destruir la desguarnida Ugarit. Els kashkes també es van revoltar i van atacar Hattusa. El rei va establir la seva línia de defensa a Lawasanda, a Cilícia, però va ser derrotat i probablement mort. Kunzi-Tesub, rei de Karkemish o Kargamis, i rebesnét de Subiluliuma I, va prendre el títol de gran rei, però poc després els Pobles de la mar van ocupar també Karkemish.

### Període neohitita o dels regnes neohitites
Durant el període neohitita apareixen una sèrie de regnes, anomenats neohitites, que van ser fundats en el segle XI aC i que van perviure fins al segle viii aC. Destaquen:
- Kizzuwatna, a Cilícia
- Tabal, centrada a Melitene
- Karkemish
- Alep (Yathbal)
- Kattina
- Hamah

## Pau i aliances dels hitites
La variada activitat diplomàtica dels reis hitites ha arribat al nostre coneixement per dues fonts principals: la correspondència (Cartes d'Amarna) que van mantenir els hitites amb els egipcis trobades a les ruïnes de Tell el-Amarna, la capital del regne d'Akhenaton, i les còpies dels tractats, escrites en tauletes d'argila, aparegudes en els arxius d'Hattusa, la capital dels hitites. Hi ha una raó que explica l'existència de tantes tauletes i tan detallades, i és que perquè un tractat fos vàlid s'havia de posar per escrit.
L'original s'escrivia, ordinàriament, sobre tauletes d'argent i a vegades d'or, però aquestes han estat objecte, al llarg de la història, de la rapinya dels que solament miraven la seva vàlua en el metall preciós i no el document històric. Per això avui només ens resten les copies en argila. De tals documents, uns estan redactats en hitita i altres en accadi, la llengua diplomàtica de l'Imperi Nou hitita. Tanmateix s'ha de considerar per separat tres tipus de tractat de pau o aliances, amb clàusules eren més o menys concessives, segons el poder militar de l'enemic.
Amb les grans potències de poder semblant al seu, els reis hitites signaren pactes d'aliança en igualtat de condicions. Exemple d'aquests tipus de pactes és el signat per Hattusilis III amb el faraó Ramsès II d'Egipte cap a l'any 1270 aC. En ell s'anomena al faraó amb el títol de Gran Rei, propi dels reis hitites. El tractat determina igualtat de drets i deures entre les dues parts i està redactat en la llengua oficial de cadascuna d'elles. A diferència de les paus signades amb els pobles derrotats, que es fan vassalls, aquesta pau es signa amb el rei egipci, fórmula exclusiva que denota per si sola la igualtat de condicions. Acostuma acompanyar al tractat un jurament que les condicions de pau seran complides i es prenen els Déus d'ambdós reialmes com a testimonis. Si alguna de les dues parts viola el tractat, els seus Déus l'infligiran un càstig o, en els millors dels casos, la seva falta restarà impune, però l'enemistat tornarà a renéixer entre ambdós i la guerra serà el fruit de la seva infidelitat.
Amb els països que van haver d'inclinar-se davant la seva superioritat, els hitites signaven tractats de protectorat. Tal va ser, per exemple, el signat pel gran Subiluliuma amb el regne de Mitanni. Algunes clàusules d'aquest acord tracten a l'enemic amb benignitat i li ofereixen condicions equitatives i justes. Altres, per contra, es recreen en humiliar-lo i posen de manifest la superioritat del Gran Rei dels hitites. Normalment no se'ls exigeix cap tribut en metàl·lic, però sí una considerable ajuda en contingents militars per a casos de guerra. Per la seva part, el vençut amb el que se signa la pau tindrà la protecció del rei hitita, però veurà limitada la seva iniciativa diplomàtica amb la resta dels països: no podrà declarar guerra ni establir aliances amb els altres països, sense el coneixement i l'acceptació dels hitites.
Per a fi, hi ha una tercera classe de tractats de pau, millor dites de vassallatge, que els reis hitites signaven amb aquells pobles als que derrotaven per complet, per exemple, amb el poble hurrita o amb el rei de Nuhase. En aquests tractats s'imposa al poble derrotat una sèrie de deures molt estrictes. Encara que conservaven el dret de la propietat i l'administració dels seus territoris, estan obligats a servir el rei hitita en guerra contra enemics de dintre o de fora del país. El tractat precisa la quantia d'aquesta ajuda, tant en homes com en material de guerra. El vassall té prohibit per complet qualsevol revolta o atac al «Gran Rei». Igualment, si exercien una activitat autònoma en les relacions amb altres països al marge del vistiplau dels hitites, s'exposaven a l'aplicació dels càstigs que s'indicaven al tractat. Anualment es renovava la submissió del vençut al rei hitita. Aquesta circumstància és aprofitada per pagar-li el tribut convingut en els casos en què s'hagués establert.
A diferència dels tractats signats d'igual a igual, aquests últims tipus són imposats per la voluntat unilateral del rei hitita, que és el que fixa les obligacions del vassall. Per la seva part, el vassall ha d'acceptar activament el tractat amb un escrit i un jurament que prometi el seu compliment. Si, malgrat tot, no compleix allò convingut, els déus posats per testimonis del seu jurament el castigaran i a més serà objecte de les nombroses sancions fixades. Aquestes sancions s´n de tota mena, i podien arribar fins a la deportació dels transgressors però no es coneixen casos de condemna a mort del vassall. Perquè els hitites castiguin tant severament la infidelitat als déus, cal que el jurament hagi estat fet, a més de als déus del vençut, als seus propis déus, els del panteó hitita, els mil déus del país, expressió amb la que són nomenats en tots els documents.

## Vassalls hitites a Síria
Els següents regnes i ciutats de Síria van ser vassalls dels hitites en algun moment de la seva història:
| - Abzuya - Ammiya - Ampi - Amqa - Apa - Arahati - Arasni - Arathi - Ardata - Barga - Cadeix (Síria) - Dapur | - Emar - Hahhu - Irqata - Karkemish - Kinza (capital Kadesh o Cadeix) - Murmuriga - Niya - Nuhase - Regne d'Amurru - Regne de Khalap - Sehlal - Sigata | - Siyanni - Sumur - Talpa - Tawanaga - Tikunani - Ugarit - Ukulzat - Ursu - Wahliya - Zaruar - Zippasna - Zuppa |